# Montejaque
Montejaque és un poble de la província de Màlaga (Andalusia), que pertany a la comarca de la Serranía de Ronda. Pertany al Parc Natural de la Sierra de Grazalema. Per carretera està situat a 138 km de Màlaga i a 620 km de Madrid. En 2006 tenia 1013 habitants; el 2000 tenia 1008.

## Personatges il·lustres
- Bernabé López Calle Comandante Abril, guerriller antifranquista.